# Ortheziolamameti loebli
Ortheziolamameti loebli är en insektsart som först beskrevs av Richard 1990.  Ortheziolamameti loebli ingår i släktet Ortheziolamameti och familjen vaxsköldlöss. Inga underarter finns listade i Catalogue of Life.